# 射电天文学

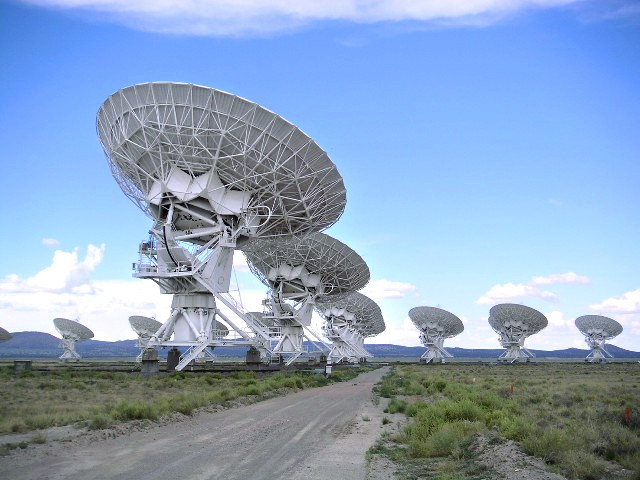
在美國新墨西哥州的無線電干涉儀：甚大天線陣Very Large Array。

無線電天文學（英語：Radio astronomy），是天文學的一個分支，通過電磁波頻譜以無線電頻率研究天體。無線電天文學的技術與光學相似，但是無線電望遠鏡因為觀察的波長較長，所以更為巨大。這個領域的起源肇因於發現多數的天體不僅輻射出可見光，也發射出無線電波。
从天体而来的无线电波的初步探测是在1930年代当卡尔·央斯基观察到从银河到来的辐射。随后观察已经确定了一些不同的无线电发射源。这些包括恒星和星系，以及全新的天体种类，如電波星系，类星体，脉冲星和微波激射器。宇宙微波背景辐射的发现被视为通过射电天文学而被做出大爆炸理论的证据。

## 歷史

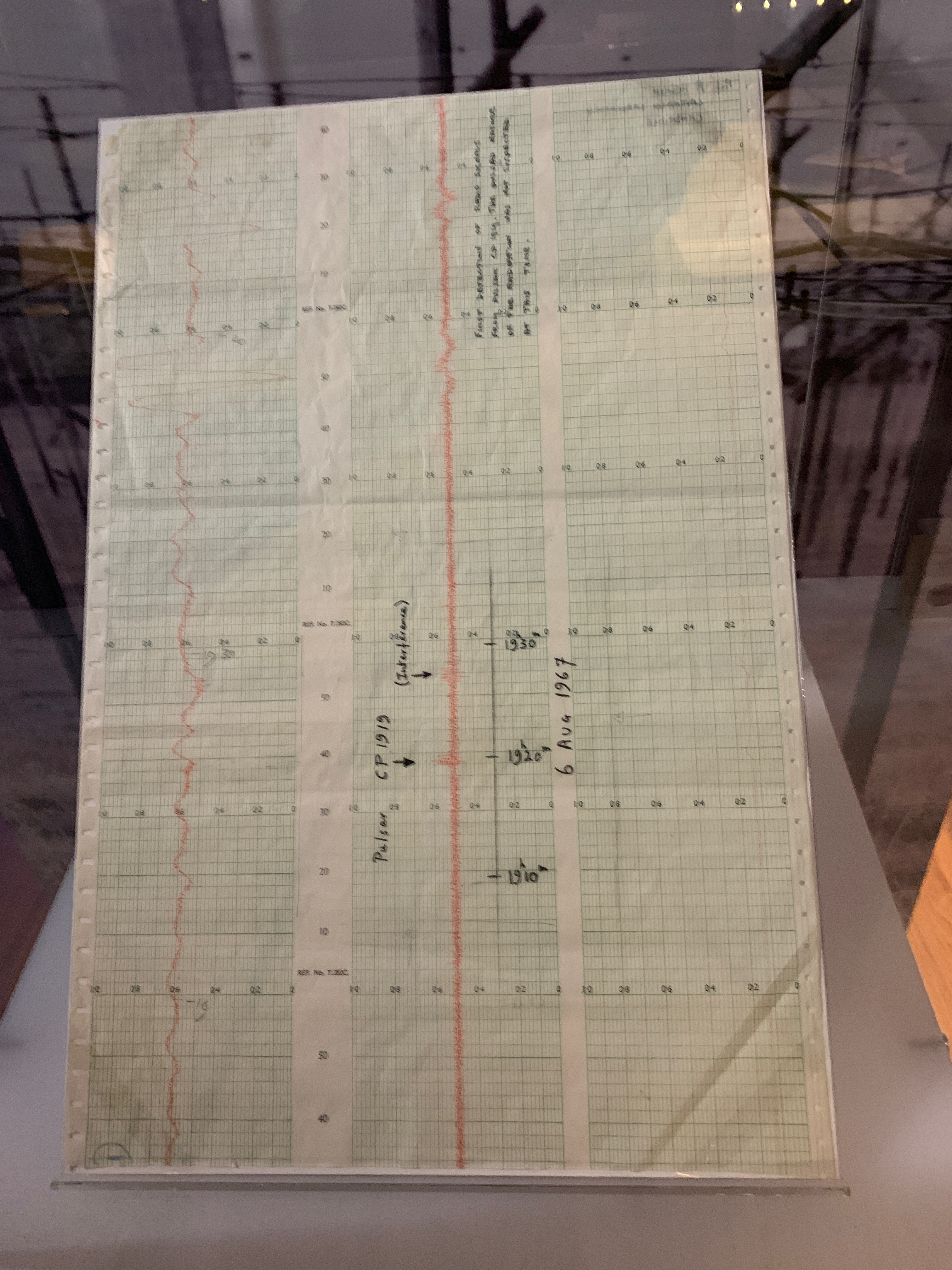
约瑟琳·贝尔·伯奈尔首次认识到脉冲星证据的图表，在剑桥大学图书馆展出。

在發現天體會發射無線電波之前，就已經有天體可能也會發射無線電波的想法。在1860年代，詹姆斯·克拉克·馬克士威的馬克士威方程组就已經顯示來自恆星的電磁波輻射可以有任何的波長，而不會僅僅是可見光。一些著名科學家和實驗者，如愛迪生、歐里佛·洛茲和马克斯·普朗克都預言太陽應該會發射出無線電波。洛奇曾嘗試觀察太陽的無線電信號，但局限於當時儀器技術的極限而未能成功。.
最早辨識出的天文學無線電波源是偶然發現造成的意外收穫。在1930年代的早期，美國貝爾電話公司的一位工程師卡尔·央斯基在使用巨大的定向天線研究越洋無線電話的聲音在短波上受到的靜電干擾時，他注意到以紙帶記錄器記下的類比訊號，持續的有著來源不明但會一直重複的訊號。由於這個訊號每天有一個峰值，因此央斯基起初懷疑干擾的來源是太陽。持續的分析顯示，來源不隨著太陽的出沒變化，而是以23小時56分的週期重覆著，這個特徵顯示來源是一個固定在天球上的天體，才會與恆星時同步轉動。
通過它的觀測和與光學天文的星圖比對，央斯基認為輻射是來自銀河，並且朝向中心星座的人馬座方向最強。他在1933年公布了這項發現，央斯基本想再進一步的詳細研究來自銀河的無線電波，但貝爾實驗室重新分配了另一項工作給央斯基，使他不能繼續在天文學的領域內完成進一步的工作。
1937年，格羅特·雷伯修建了一架9米直徑的拋物面碟形無線電望遠鏡，成為無線電天文學的先驅。他以儀器重做了央斯基早期的工作和一些簡單的工作，也進行了第一次的無線電頻率巡天。在1942年2月27日，英國陸軍的研究官員J.S. Hey發現太陽散發出無線電波，開始協助無線電天文學的推展。在1950年代初期，英國劍橋大學的马丁·赖尔和安东尼·休伊什使用劍橋干涉儀描繪天空的無線電圖，製做了有名的2C和3C無線電源巡天星表。

## 技術
射电天文学家使用不同的技术来观察无线电频谱中的物体。仪器可以简单地指向高能无线电源以分析其发射。为了让“成像”区域更加详细，需要记录多个重叠的图像并将其拼凑称马赛克图像。使用的仪器类型取决于信号强度和所需的细节量。
从地球表面进行的观测仅限于可以穿过大气层的波长。在低频或长波长下，传输受到电离层的限制，电离层会反射频率低于其特征等离子体频率的电波。水蒸气会干扰较高频率的射电天文学，因此需要在非常高非常干燥的地方建造射电观测站，以便以毫米波波长进行观测，并使水蒸气的影响最小。最后，地球上的传输设备可能会导致射频干扰。因此，许多无线电台都建在偏远的地方。

### 射电望远镜

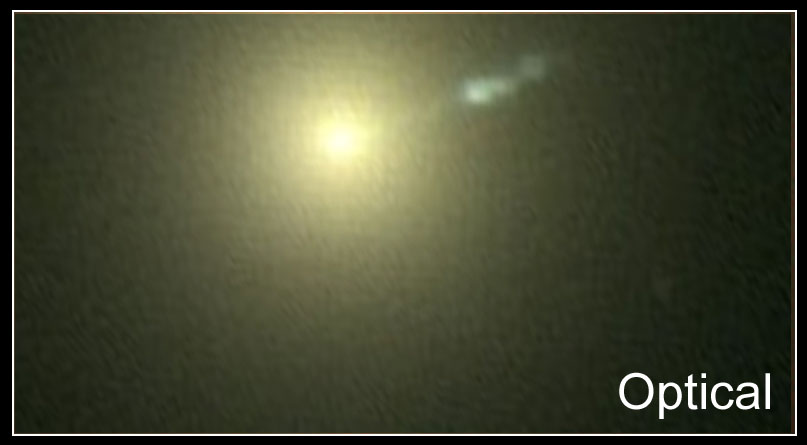

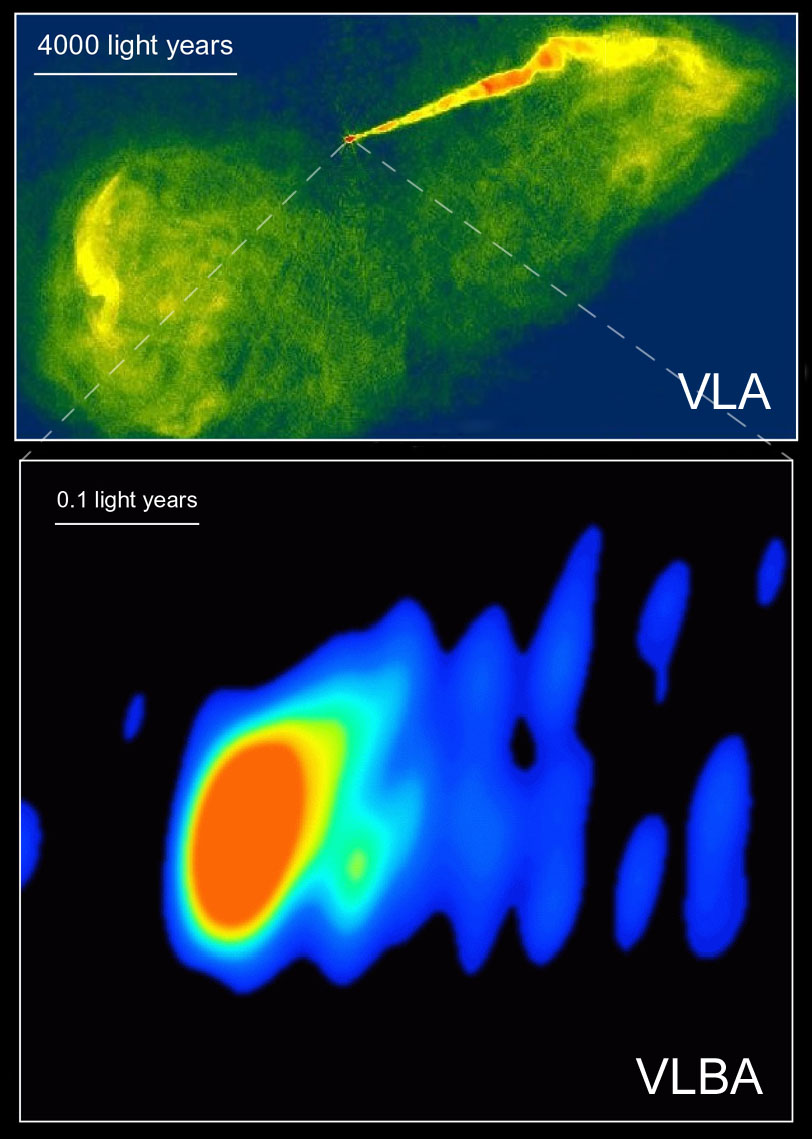
哈伯太空望遠鏡拍攝的星系M87光學影像，使用VLA干涉儀拍到的同一星系，以及使用VLBA獲得的中心區域影像，這些天線分別位在美國、德國、義大利、芬蘭、瑞典和西班牙。顆粒的噴流被懷疑是由位在星系中心的黑洞提供的動力造成的。

電波望遠鏡需要如此的大是因為需要接受信号和獲得高的信噪比，也因為角分辨力是" 物鏡 "直徑的函數，與被觀測的電磁輻射波長的比例，相較之下電波望遠鏡就必需比光學望遠鏡大上許多。例如，一架1米口徑的光學望遠鏡是觀測的光波波長的200萬倍，解析力是數個弧秒；而一架盤面大上許多倍的電波望遠鏡，依據他所觀測的波長，也許只能分辨滿月（30弧分）大小的天體。

### 射电干涉仪
光学天文观测一般是利用光的粒子性，而射电天文观测技术则是利用光的波动性（无线电波也是光的一种）。射电天文观测往往能记录下电磁波的相位信息，这使得人们可以通过干涉原理，将多台射电望远镜的观测数据进行相干计算，得到更高的分辨率。理论上，射电干涉仪在某一方向上能达到的最佳分辨率取决于该方向上相距最远的两台望远镜的距离。
射电干涉仪的发明意义重大，它的使用，不仅可以使得射电天文观测所能达到的分辨率超过光学天文，也能通过建立射电望远镜阵列来增加观测灵敏度，突破了射电望远镜单镜的口径限制。射电干涉仪的发明者，英国剑桥大学的马丁·赖尔（Martin Ryle,1918-1984）和安东尼·休伊什（Antony Hewish,1924-- ）因此获得了1974年诺贝尔物理学奖。这也是诺贝尔物理学奖第一次授予天文学研究。

#### 甚长基线干涉测量

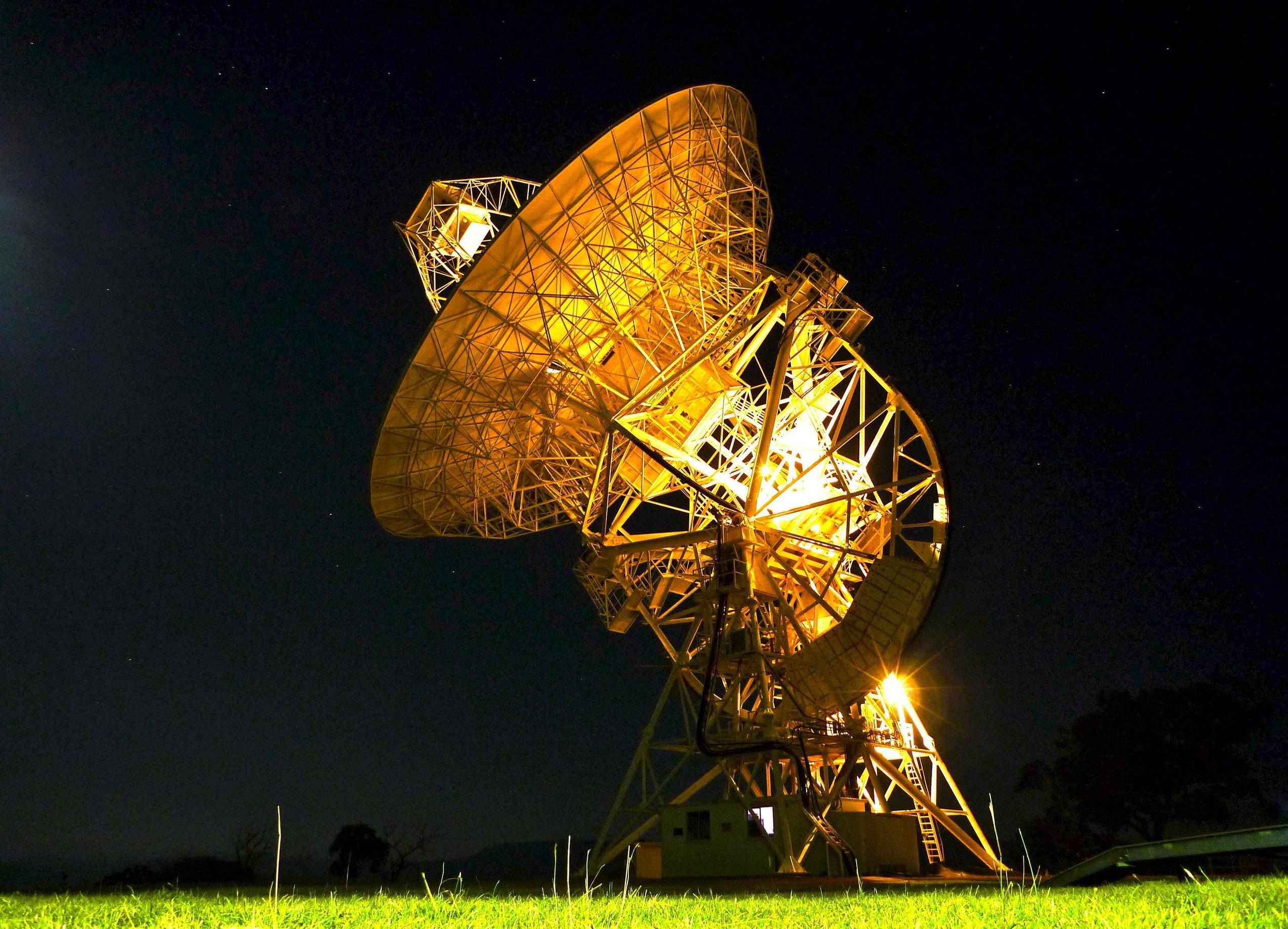
Mount Pleasant射电望远镜是澳大利亚VLBI网络中使用的最南端的天线.

从1970年代开始，射电望远镜接收器的稳定性得到了提高，使得全世界（甚至在地球轨道上）的望远镜可以组合起来进行甚长基线干涉测量(VLBI)。通常不从物理上连接天线，而是将每个天线处接收到的数据与通常来自本地原子钟的定时信息配对，然后存储以供以后在磁带或硬盘上进行分析。在那以后的时间，该数据与来自类似记录的其他天线的数据相关，以产生结果图像。使用这种方法，可以合成实际上是地球尺度大小的天线。望远镜之间的大距离可以实现非常高的角分辨率，实际上比任何其他天文学领域都大得多。在最高频率下，小于1毫秒的合成波束是可能的。
今天运行的最重要的VLBI阵列是超長基線陣列（其中的望远镜遍布北美洲）和欧洲VLBI网络（欧洲，中国，南非，和波多黎各的望远镜）。每个阵列通常单独运行，但是偶尔会观察到一些在一起观测的项目，从而提高了灵敏度。 这被称为全球VLBI。 在澳大利亚和新西兰还有一个称为LBA（长基线阵列，Long Baseline Array）的VLBI网络，在日本，中国和韩国的阵列也一起观测，形成了东亚VLBI网络（EAVN）。

## 天文电波源

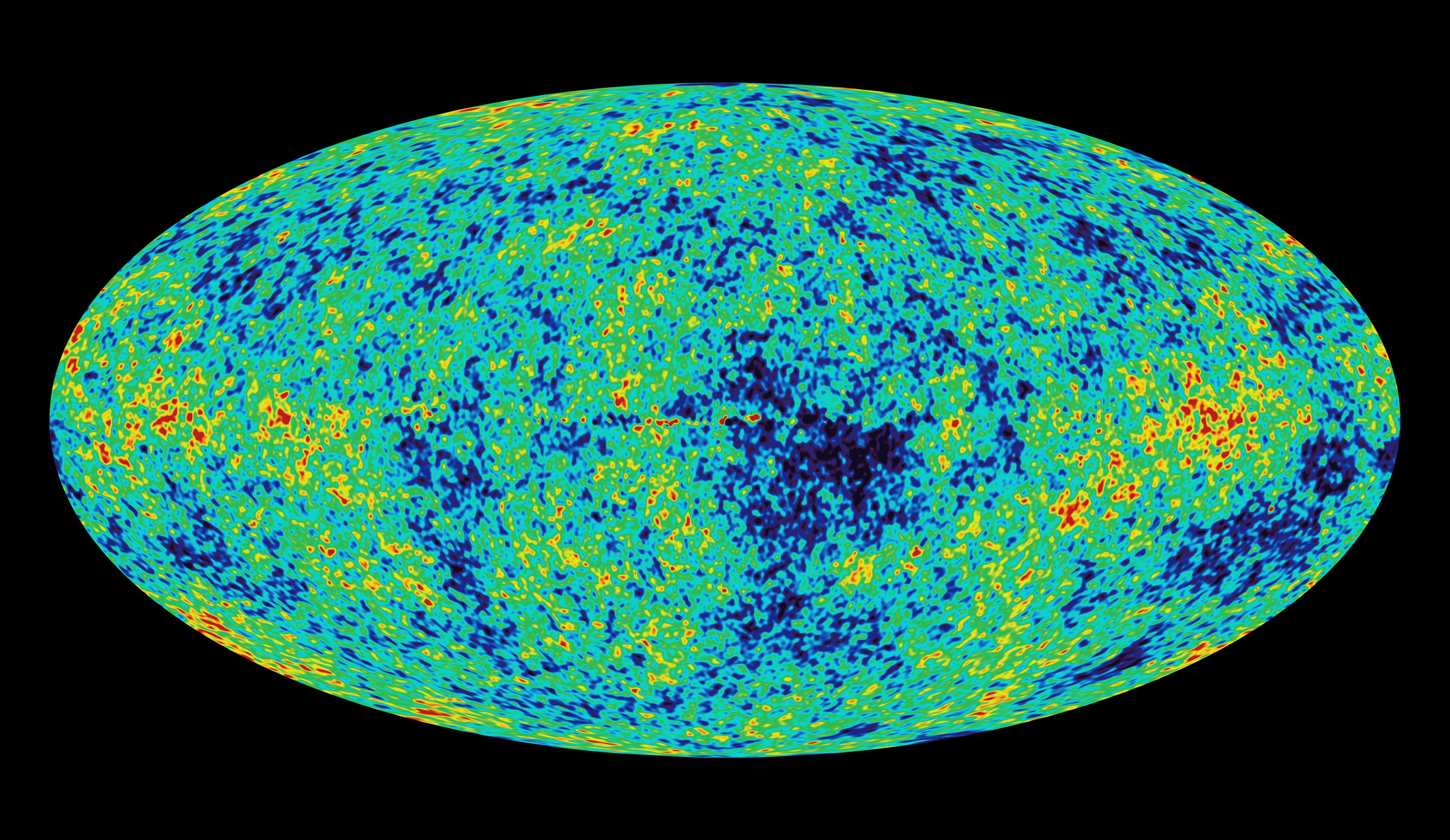
利用無線電技術測得的宇宙微波背景辐射資料轉換成的圖像。

射电天文学為天文知識帶來了相當的進展，特別是好幾種天體的新發現，包括脈衝星、類星體和活动星系。這幾種天體的表現可算得上宇宙中最激烈、能量最高的物理活動。
射电天文学测量了星系的旋转速度，发现星系中有大量物质是看不见的，但是它们的引力是可察觉的，这就是暗物质。
宇宙微波背景辐射是射电天文学上的一个重要发现，它为大爆炸理论提供了有力的支持。
射电天文望远镜也用來研究離地球近得多的東西，包括太陽活動、太陽系行星的表面。

## 參看
- 阿塔卡馬大型毫米波/亞毫米波陣列
- 伽馬射線天文學
- 红外天文学
- 雷達天文學
- X射线天文学